# Leona, Texas
Leona là một thành phố thuộc quận Leon, tiểu bang Texas, Hoa Kỳ. Năm 2010, dân số của xã này là 175 người.